# Hannes Ocik
Hannes Ocik (* 8. Juni 1991 in Rostock) ist ein deutscher Ruderer und Polizist der Landespolizei Mecklenburg-Vorpommern. Er gewann zwei olympische Silbermedaillen und war dreimal Weltmeister.

## Sportliche Karriere
Der 1,91 m große Ocik begann 2006 mit dem Rudersport und startet für die Schweriner Rudergesellschaft. Seinen ersten internationalen Erfolg errang er bei den Junioren-Weltmeisterschaften 2009, als er Weltmeister mit dem Achter wurde. Bei den U23-Weltmeisterschaften belegte er 2010 den zweiten Platz im Vierer mit Steuermann, 2011 den ersten Platz im Vierer ohne Steuermann in Altersklassen-Weltbestzeit und 2012 den dritten Platz im Zweier ohne Steuermann. 2013 trat Ocik international erstmals im Deutschland-Achter an und gewann Gold bei den Europameisterschaften 2013 sowie Silber hinter dem britischen Achter bei den Weltmeisterschaften. Nach einem Jahr krankheitsbedingter Pause vom internationalen Regattageschehen kehrte Ocik 2015 als Schlagmann in den Deutschland-Achter zurück, bei den Europameisterschaften gewann der deutsche Achter vor den Briten. Bei den Weltmeisterschaften siegten wie in den beiden Jahren zuvor die Briten vor den Deutschen. Auch zum Auftakt der Olympiasaison 2016 gelang dem Deutschland-Achter ein Sieg bei den Europameisterschaften, vor heimischem Publikum in Brandenburg an der Havel siegte das deutsche Boot vor Russen und Briten. Im Finale der Olympischen Spiele 2016 war dann der Zieleinlauf wieder wie bei den Weltmeisterschaften 2013 bis 2015, hinter den Briten erhielten die Ruderer des Deutschland-Achters die Silbermedaille.
Im Mai 2017 gewann der Deutschland-Achter mit Ocik die Goldmedaille bei den Europameisterschaften 2017. Nach Siegen beim Weltcup in Posen und Luzern blieb der Deutschland-Achter auch bei den Weltmeisterschaften 2017 ungeschlagen und siegte vor den Booten us den Vereinigten Staaten und aus Italien. 2018 gewann der Deutschland-Achter in der gleichen Besetzung wie 2017 alle drei Regatten im Weltcup. Bei den Europameisterschaften in Glasgow siegte der Achter vor den Niederländern und den Rumänen. Anderthalb Monate später gewann der Achter auch den Titel bei den Weltmeisterschaften in Plowdiw vor den Australiern und den Briten. Zu Beginn der Saison 2019 siegte der Deutschland-Achter bei den Europameisterschaften 2019 in Luzern vor den Briten und den Niederländern. Bei den Weltmeisterschaften siegten die Deutschen vor den Niederländern und den Briten. Bei den Europameisterschaften 2020 siegten die Deutschen vor den Rumänen und den Niederländern. Im Jahr darauf siegten die Briten bei den Europameisterschaften in Varese vor den Rumänen und den Niederländern, die Deutschen erreichten den vierten Platz. Bei den Olympischen Spielen in Tokio gewannen die Deutschen ihren Vorlauf und erkämpften im Finale die Silbermedaille mit einer Sekunde Rückstand auf die Neuseeländer. Im November 2021 verkündete Ocik, dass er in den Skull-Bereich wechselt.
Für seine sportlichen Leistungen wurde Ocik am 1. November 2016 von Bundespräsident Gauck mit dem Silbernen Lorbeerblatt ausgezeichnet.
Am 8. Dezember 2017 wurde Ocik gemeinsam mit Johannes Weißenfeld, Felix Wimberger, Maximilian Planer, Torben Johannesen, Jakob Schneider, Malte Jakschik, Richard Schmidt und Steuermann Martin Sauer mit dem Award Crew of the Year ausgezeichnet. Dieser wird jährlich vom Weltruderverband FISA verliehen und ging erstmals seit der Einführung an eine deutsche Rudermannschaft.

## Berufliche Karriere
Nach dem Abitur 2011 machte Ocik seine Grundausbildung bei der Bundeswehr und war bis 2012 Teil der Sportfördergruppe in Appen.
Im September 2012 begann Hannes Ocik seine Ausbildung im mittleren Dienst an der FH Güstrow zum Polizeimeister und ist seither Teil der Sportfördergruppe. Mit der Streckung der Ausbildungszeit und der Teilnahme an den Olympischen Spielen 2016 beendete Ocik seine Ausbildung im März 2017. Seitdem ist Ocik bei der Bereitschaftspolizei in Rostock stationiert.
Im September 2021 wurde Ocik zum Polizeiobermeister ernannt.

## Privatleben
Hannes Ocik heiratete im August 2024 die Moderatorin Nele Schenker.

## Auszeichnungen
- Sportler des Jahres 2016 in Mecklenburg-Vorpommern
- Silbernes Lorbeerblatt 2016
- „Crew of the Year“ 2017
- Mannschaft des Jahres 2017 Platz 2.
- Sportler des Jahres 2017 in Mecklenburg-Vorpommern
- Mannschaft des Jahres 2018 Platz 3.
- Sportler des Jahres 2018 in Mecklenburg-Vorpommern
- Mannschaft des Jahres 2019 Platz 2.
- Sportler des Jahres 2019 in Mecklenburg-Vorpommern
- Silbernes Lorbeerblatt 2021